# Alfred Ahlborn
Ludwig Edmund Carl Alfred Ahlborn (* 12. Dezember 1851 in Weende (heute Ortsteil von Göttingen); † 27. März 1932) war ein deutscher Organist und Musiklehrer.

## Leben
Alfred Ahlborn war Sohn des Pastors Christian Friedrich Carl Ahlborn und dessen Ehefrau Auguste Wilhelmine Magdalene geb. Portmann.
Er war Organist von St. Marien in Göttingen. Im Oktober 1909 wurde er zum Organisten von St. Johannis in Göttingen gewählt. Er spielte bei offiziellen Anlässen der Universität Göttingen, wie bei der 50-Jahr-Feier der Gründung des Deutschen Reichs am 18. Januar 1921. Im letzten Viertel des 19. Jahrhunderts veröffentlichte er vereinzelt kleine Klavierkompositionen, von denen ein Ländler 1891 in der Musikbeilage zur Neuen Musik-Zeitung veröffentlicht wurde. 1931 fertigte Wolfgang Willrich ein Porträt von ihm an. Zu seinen Schülern zählte zwischen 1915 und 1918 der Organist und Musikwissenschaftler Christhard Mahrenholz.
Ahlborn starb 1932 im Alter von 80 Jahren. Er hatte 1903 in Hamburg die erst 18-jährige, gebürtige Hamburgerin Gertrud Holmberg (1885–1962) geheiratet. Die Grabstätte der Eheleute liegt auf dem Göttinger Stadtfriedhof.

## Werke (Auswahl)
- Mazurka, Ländler, Wiegenlied, drei leichte Tonstücke für Klavier zu vier Händen, op. 1. Adolph Nagel, Hannover 1877.[8]
- Ungarisch, zwei vierhändige Klavierstücke op. 2. Julius Bauer, Braunschweig 1883[9][10]
- Frohgemut dem neuen Jahr entgegen! Ländler für Klavier. Grüninger, Stuttgart 1891 OCLC 1075753371 (Digitalisat beim IMSLP) Musikbeilage zur Neuen Musik-Zeitung Jahrgang XII Nr. 1